# Hendrik Casimir
Hendrik  Brugt Gerhard Casimir (L'Aia, 15 luglio 1909 – Heeze-Leende, 4 maggio 2000) è stato un fisico e matematico olandese, noto per la scoperta dell'effetto Casimir e per i suoi risultati sui gruppi di Lie.
È conosciuto anche come Henk Casimir.

## Biografia
Ricevette il PhD nel 1931 all'Università di Leida, sotto la supervisione di Paul Ehrenfest. Collaborò con Bohr a Copenaghen e con Pauli a Zurigo, tornando a Leida dopo la morte di Ehrenfest, diventandone professore nel 1938. Nel 1942 si spostò presso i laboratori di ricerca della Philips a Eindhoven, dove sarebbe rimasto fino al pensionamento nel 1972.
Nel 1948, mentre studiava perché fluidi come la maionese si muovessero con tanta lentezza, formulò la teoria dell'effetto che da lui prese il nome, secondo la quale nel vuoto, tra due lastre piane affacciate, si esercita una forza attrattiva dovuta alle fluttuazioni quantistiche. L'effetto Casimir fu sperimentalmente verificato nel 1996 da Steven Lamoreaux all'Università di Washington in Seattle.
A Hendrik Casimir è stato intitolato l'asteroide 12954 Hendrikcasimir.